# スカイ・ハイ (曲)
「スカイ・ハイ」（Sky High）は、イギリスのポップ・ミュージック・グループ、ジグソーが1975年にリリースしたシングルである。

## 解説
この楽曲は1975年に封切したジミー・ウォング主演、香港・オーストラリア合作アクション映画「スカイ・ハイ（原題：The Man From Hong Kong）」のテーマソングとして制作され、Billboard Hot 100で最高3位、全英シングルチャートで最高9位を記録した。
2年後、日本ではメキシコ合衆国のプロレスラー・ミル・マスカラスが、全日本プロレスに参戦した際のリング入場のテーマ曲として流されたことをきっかけに大ヒットする。日本での発売元のテイチクは「出す前は売れるとは思わなかった」というが、蓋を開けてみるとオリコンシングルチャートで総合チャート最高2位、洋楽チャートで1977年3月14日付から11週連続1位（1977年度の年間1位獲得）を記録し、日本だけで公称120万枚を売り上げた（オリコン調べでは約57万枚）。これ以後日本では、二匹目のドジョウを狙ったスポーツ関連の企画盤、便乗盤レコードが次々と発売されることになる。
この楽曲には2つのバージョン、「メインタイトル」版と「シングルカット」版があり、後者はアップテンポで1分ほど短い。前者は映画のファーストシーンで用いられた。
フルオーケストラを駆使した華麗なサウンドとは裏腹に、歌詞の内容は「君に愛を捧げたのに、僕に嘘をつき、僕らの愛を空高く吹き飛ばした」と失恋を歌っている。

## シングル盤
日本盤シングルは規格品番とB面曲が異なるいくつかの盤がある。1975年発売の「ブランド・ニュー・ラヴ・アフェアー」をB面曲としたもの（BASF/テイチク、規格品番：UP-499-B。1987年に同内容で再発盤（規格品番：YE-35-V）が発売されている）、1977年発売のピート・ジョンズ・オーケストラの「スポーツ行進曲」をB面曲としたもの（スプラッシュ/テイチク、規格品番：MA-90-BS。この盤のジャケットはミル・マスカラスの写真が使用されている）、1982年にトヨタ・ライトエースワゴンのCMイメージソングに起用されたことをきっかけに発売された「バック・アゲイン」をB面曲としたもの（スプラッシュ/テイチク、規格品番：T07S-7002）である。

## カバーなど
イギリスの歌手ニュートン（ビリー・マイヤーズ）は1995年に、この曲をダンスカバーしてデビュー。オーストラリアではチャートのトップ10に入るほどのヒットとなった。
日本のロックバンドBEAT CRUSADERSは、この曲のカバーを行い、2005年にリリースされたアルバムMUSICRUSADERSに収録した。
イタリアのレコード会社 The SAIFAM Groupは、2000年に DJ Mikoによるカバーをプロデュースした。SAIFAMやイギリスのレコード会社クローン・レコードによるものを含むコンピレーションCDで聞くことができる。DJ Miko版は DJ KAYAにもリミックスされ、2006年にリリースされたDancemania TRE*SURE 10th Anniversary Special Editionなどに収録された。
イギリスのレコード会社オールマイティー・レコードはジグソー版のリミックスシングルを2006年にリリースし、同年リリースされたAlmighty Definitive 4にも収録された。
アメリカのヒップホップグループボーン・サグズン・ハーモニーはこの楽曲をFlow Motionでサンプリングし、2007年にリリースされたアルバムStrength & Loyaltyに収録された。 
また、A TOUCH OF CLASSのNew York Cityという楽曲でもサンプリングされている。

## 代表的な楽曲の利用ケース

### 映画
- スカイ・ハイ - 前述のようにこの映画のために書き下ろされた。

### テーマ曲として
- 前述のようにミル・マスカラスのリング入場のテーマ曲として知られており、マスカラス自身もリング上で歌ったこともある。彼が使ったことがきっかけで、日本においてこの曲に注目が集まった。ちなみに全日本プロレスにおいて使用されたのは「メインタイトル」版である。
- 新日本プロレスのTV放送である『ワールドプロレスリング』（テレビ朝日）では、ベスト・オブ・ザ・スーパージュニアの大会テーマ曲としてニュートンがカヴァーしたものを使用している。
- 鳥人間コンテスト選手権大会 - メインテーマとしても使用された。
- プロ野球では元阪神タイガースの八木裕、元読売ジャイアンツ〜北海道日本ハムファイターズの二岡智宏が登場曲として使用していた。
- サッカー・Jリーグでは、ガイナーレ鳥取がJFL時代から、試合前の出場選手紹介時のBGMとして使用している（但し、ジグソーのものではなく、カヴァーを使用）。
- プロボクシングでは元WBA世界スーパーフライ級王者清水智信が入場曲として使用していた。
- TBSラジオ・安住紳一郎の日曜天国内で不定期に実施されている「鳩レース・日曜天国カップ」放鳩時のスターティングテーマとして使用されている。

### テレビコマーシャル
- 1982年に、トヨタ・ライトエースワゴンのコマーシャルソングに用いられた。
- 2006年に、トヨタ・ノアのコマーシャルソングに用いられた。